# Piotr Baryła
Piotr Baryła (ur. 26 maja 1968) – polski hokeista, reprezentant Polski.

## Kariera zawodnicza
- Cracovia (1980–1990)
- Podhale Nowy Targ (1990-1991)
- Cracovia (1992–1994)
- Podhale Nowy Targ (1994–1995)
- STS Sanok (1995–1997)
- Cracovia (-2000)
- SKH Sanok (2000-)

Wychowanek Cracovii i zawodnik od 1980 do 1990. Następnie grał przez rok w Podhalu, po czym ponownie w Cracovii (jako kapitan drużyny), znów w Podhalu do 1995. Od sierpnia 1995 zawodnik STS Sanok. W barwach tej drużyny grał w sezonach 1995/1996, 1996/1997. Do 2000 był zawodnikiem Cracovii, a latem tego roku powrócił do składu klubu z Sanoka pod nazwą SKH.
Występował w reprezentacji Polski do lat 20 i w kadrze seniorskiej.
Po zakończeniu kariery zawodniczej został graczem drużyny old-boys Cracovii.
Jego żoną została Małgorzata, z którą ma córkę Ewelinę i syna Tomasza.

## Sukcesy
Klubowe
- Srebrny medal mistrzostw Polski: 1991 z Podhalem Nowy Targ
- Złoty medal mistrzostw Polski: 1995 z Podhalem Nowy Targ

Wyróżnienia
- Drugie miejsce w plebiscycie dla najpopularniejszego sportowca Sanoka za rok 1995[9][10]